# Ервин Хофер
Вижте пояснителната страница за други личности с името Хофер.
Ервин Хофер (на немски: Erwin Hoffer) е австрийски футболист, играещ за националния отбор на страната си.

## Статистика
- 21 мача и 4 гола за Адмира Вакер Мьодлинг
- 85 мача и 41 гола за СК Рапид Виена
- 8 мача и 0 гола за ССК Наполи
- 24 мача и 5 гола за 1. ФК Кайзерслаутерн
- 30 мача и 9 гола за Айнтрахт Франкфурт